# Elezioni presidenziali in Croazia del 1997
Le elezioni presidenziali in Croazia del 1997 si tennero il 15 giugno; videro la vittoria del presidente uscente Franjo Tuđman, sostenuto dall'Unione Democratica Croata.

## Risultati
| Candidati     | Partiti                                             | Voti      | %     |
| ------------- | --------------------------------------------------- | --------- | ----- |
| Franjo Tuđman | Unione Democratica Croata                           | 1 337 990 | 61,41 |
| Zdravko Tomac | Partito Socialdemocratico di Croazia                | 458 172   | 21,03 |
| Vlado Gotovac | HSLS - HSS - HNS - IDS - IDF - ASH - DA - SDAH - ZZ | 382 630   | 17,56 |
| Totale        | Totale                                              | 2 178 792 | 100   |